# بحيرة البط (نيويورك)
بحيرة البط، وهي بحيرة تقع بالقرب من بحيرة الربيع في نيويورك. يوجد عدة أنواع للأسماك في البحيرة وهي البيكريل، وارجموث باس، وسمكة شمس اليقطين، النمر المسكي، والبايك الشمالي، والثور الأسود، والبلوغيل، والكرابي الأسود، وسمك الفرخ الأصفر. هناك يتوفر دخول عام مقابل رسوم في مخيم بحيرة البط.